# 사다새
사다새(영어: Dalmatian pelican, 학명: Pelecanus crispus)는 사다새과에 속하는 새이다.

## 특징

### 생김새
전체적으로 회백색이고 뒷머리가 덥수룩하다. 다리는 어두운 회색이며 홍채는 엶은 노란색이다. 몸은 무겁고, 날개는 넓고 길다. 다리는 짧고 크며 물갈퀴가 있다. 목이 상당히 길고 신축성 있다. 날개편길이가 2.5m에 이르는 것도 있다. 매우 잘 날고 헤엄도 잘 친다. 사다새의 가장 큰 특징은 긴 부리와 그 아래에 붙어 있는, 마음대로 신축이 가능한 목주머니로, 이것을 물 속에서 그물처럼 사용하여 물고기를 잡는데 물은 버리고 물고기만을 삼킨다.

### 대를 잇기
번식기에는 천적으로부터 안전한 섬이나 바위 위, 맹그로브숲, 늪지의 갈대밭 등에 여러 쌍이 모여 집단으로 번식한다. 한배에 2~4개의 알을 낳고 암수 교대로 약 4주간 알을 품는다. 부화한 새끼는 부모새의 입 속에 머리를 넣고 그들이 토해낸 반쯤 소화된 물고기를 먹으면서 자라나 약 10주가 되면 집을 떠난다. 어린새는 몇 년 후에는 자리를 잡고 번식한다.

### 무리생활
사다새는 무리를 잘 지어 작은 집단으로 생활하고 날 때에는 줄을 지어 난다. 특히 대형종은 먹이를 잡을 때 호수나 늪의 깊은 곳에 모여 줄을 서거나 반원을 만들어 날개를 퍼덕이면서 작은 물고기를 얕은 곳으로 몰아내어, 물고기떼를 에워싸듯이 늘어서서 넓은 목주머니로 떠올려 잡는다. 반면 소형종은 혼자 가만히 숨어 기다리다가 물고기를 잡는다.
한편 미국에 서식하는 근연종인 갈색사다새는 공중에서 먹이를 노리다가 바닷물 속에 뛰어들어 부리 아래의 목주머니를 벌려서 그 속에 물고기를 몰아 넣어 잡는다. 주로 내륙의 큰 호수나 늪, 강어귀, 물결이 잔잔한 해안 등에 서식한다.
1. ↑  BirdLife International (2018). “Pelecanus crispus”. 《IUCN 적색 목록》 (IUCN) 2018: e.T22697599A122838534. doi:10.2305/IUCN.UK.2017-3.RLTS.T22697599A122838534.en. 2022년 2월 14일에 확인함.
2. ↑  “Appendices | CITES”. 《cites.org》. 2022년 1월 14일에 확인함.